# L'abbraccio mortale di Lorelei
L'abbraccio mortale di Lorelei (Las garras de Lorelei) è un film del 1974 diretto da Amando de Ossorio.

## Trama
In un paese lungo il fiume Reno, una ragazza, mentre si prova da sola in camera il suo vestito da sposa, viene uccisa da un mostro dalle zampe di rettile.
Subito dopo il funerale, all'osteria del villaggio il sindaco parla con il dottore del brutale omicidio. Quest'ultimo gli riferisce che non aveva mai visto nulla di simile, in particolare perché il cuore della giovane vittima era stato asportato.
Un cieco ungherese parla della "tradizione delle sette lune piene", secondo la quale, ad ogni luna piena un mostro, che vive in una grotta sotto il fiume e che si chiama Lorelei, uccide per sedare la propria sete di sangue.
Nessuno però gli dà importanza.
Nelle vicinanze del villaggio c'è un collegio femminile e la professoressa Elke Ackerman va dal sindaco per chiedergli protezione.
Il sindaco le affida Sirgurd, cacciatore dalla lunga esperienza. 
Appena arrivato al collegio, Sirgurd attira l'attenzione delle ragazze e la professoressa Ackerman non ne è contenta.
Comunque sia il nuovo arrivato pone alla Direttrice le sue condizioni che consistono nel divieto assoluto di uscire dopo le nove di sera.
Intanto al villaggio il mostro uccide un'altra donna. Il cieco, che è un musicista, suona in piazza quella che lui definisce "la melodia di Lorelei", attirando molta gente intorno a sé, tra cui il Professor Vollander che gli dice che crede nella leggenda.
Sirgurd intanto comincia a vedere spesso una donna da sola, ma ogni volta scompare subito nel bosco.
Al villaggio il mostro uccide il povero cieco; Sirgurd trova il Professor Vollander nel bosco e gli chiede perché lo segue. 
Il professore gli spiega tutta la leggenda e lo porta nel suo laboratorio, mostrandogli come la luce lunare trasformi una mano umana, opportunamente trattata, in un arto mostruoso.
Gli dice inoltre che Lorelei è invincibile e di ricordarsi della spada di Sigfrido: ha infatti costruito un pugnale dello stesso tipo, con una sostanza radioattiva che può uccidere il mostro.
Si susseguono intanto gli avvistamenti che Sirgurd fa della misteriosa donna, sempre in costume da bagno. 
Una volta decide di seguirla e riesce a parlarci; lei gli dice di essere Lorelei e lui a quel punto gli parla della leggenda che gli ha raccontato il professore su di lei.
Si baciano e lui le toglie una collana; appena fatto ciò la donna si sente male e sviene. 
Arriva un misterioso uomo che la porta via con sé immergendosi nel fiume.
Di lì a poco nel laboratorio del professore arriva il misterioso uomo, che dice di chiamarsi Alberico, con la sua padrona, Lorelei.
Il professore cerca di sviare le domande di Lorelei, ma Alberico lo prende a frustate e, caduto a terra, si getta l'acido in faccia. Lorelei intanto brucia tutte le sue carte.
I rapporti tra Sirgurd e Elke migliorano, soprattutto dopo che lui riesce a salvare due ragazze del collegio, attaccate dal misterioso mostro in bagno. 
A quel punto Sirgurd decide di attaccare il mostro direttamente sul fiume e si immerge; trova la grotta e lì Lorelei gli dice che è innamorata di lui e che dovranno vivere per sempre insieme; per renderlo immortale dovrà subire il rito del Valhalla.
Lui è riluttante e allora Lorelei lo ipnotizza e lo fa incatenare da Alberico, che le rivela che Sirgurd è innamorato di Elke.
Lorelei decide allora che la notte seguente ucciderà la rivale in amore. 
Nella grotta ci sono altre tre ragazze che, litigando tra di loro se essere fedeli o meno a Lorelei, lo liberano. 
Sirgurd riesce dunque a scappare, a ritornare in barca e a lanciare la dinamite sul fiume.
La grotta esplode e Alberico e le tre ragazze muoiono.
Intanto Elke sente dei rumori e, pensando che si tratti del suo amore, esce nel bosco e viene attaccata dal mostro; ma Sirgurd sente le grida e dà una coltellata al mostro con il pugnale che gli aveva dato il professore.
Il mostro si trasforma in Lorelei, che muore nelle braccia di Sirgurd.